# Ateleia tomentosa
Ateleia tomentosa är en ärtväxtart som beskrevs av Velva Elaine Rudd. Ateleia tomentosa ingår i släktet Ateleia och familjen ärtväxter. Inga underarter finns listade i Catalogue of Life.